# Diaphorina typica
Diaphorina typica är en insektsart som beskrevs av Heslop-harrison 1961. Diaphorina typica ingår i släktet Diaphorina och familjen rundbladloppor. Inga underarter finns listade i Catalogue of Life.